# 椿 (松型駆逐艦)
椿（つばき）は、大日本帝国海軍の駆逐艦。松型（丁型）駆逐艦の15番艦である。日本海軍の艦名としては2代目（初代は二等駆逐艦「楢型」3番艦「椿」）。丁型一等駆逐艦第5498号艦として舞鶴海軍工廠で建造された。

## 艦歴
本籍は舞鶴鎮守府。就役後、訓練部隊の第十一水雷戦隊（司令官高間完少将）に編入。瀬戸内海に回航され、訓練の後2月5日付で「桜」とともに第一海上護衛隊の指揮下に入り、缶系統に不具合が発生したものの修理を行い、2月16日にモタ38船団を護衛して門司を出撃した。
3月15日付で「桜」「楢」「欅」「柳」「橘」とともに第五十三駆逐隊を編成する。4月に入り、かつて日米交換船として活躍し、1943年（昭和18年）9月9日のイタリアの無条件降伏により上海にて自沈後引き揚げられたイタリアの大型客船「コンテ・ヴェルデ」を日本に回航する計画が持ち上がった。4月10日、「寿丸」と仮称された「コンテ・ヴェルデ」を砲艦「宇治」、「第21号掃海艇」とともに護衛して上海を出港する。しかし、18時過ぎに呉淞灯台沖を航行中に磁気機雷に触れ中破。艦後部を中心に被害があり、行方不明者1名と負傷者30名を出した。
「椿」は江南造船所で修理され、一応の修理を終えた後の5月8日にシモ04船団を護衛して上海を出港する。シモ04船団は大きく迂回航路をとり、5月17日に油谷湾に到着。
「椿」は5月25日付で呉鎮守府部隊に編入され、呉海軍工廠で本格的に修理が行われるも、江南造船所製作のディーゼル発電機の状態が不良で、代替用のディーゼル発電機もなかなか到着しなかった。7月に入り、左舷運転で18ノットが出るまでに回復したものの、ディーゼル発電機を含む電気系統の修理は完了しなかった。
7月13日に備讃瀬戸に回航された後、7月24日に同地で第38任務部隊（ジョン・S・マケイン・シニア中将）の艦載機の攻撃を受け中破し、7月28日にも再度の空襲を受けた。
8月15日の終戦時、呉で中破状態で残存。11月30日に除籍ののち長く放置された後、1948年（昭和23年）7月1日から播磨造船呉ドックで解体が開始され、7月28日に解体が終了した。

## 歴代艦長
※注記のないものは『艦長たちの軍艦史』367-368頁による。

### 艤装員長
1. 宇那木勁 少佐： - 1944年11月1日[18]
2. 田中一郎 少佐：1944年11月12日 -

### 駆逐艦長
1. 田中一郎 少佐：1944年11月30日 - 1945年7月[19]
2. 本多敏治 少佐（「楢」及び「楡」駆逐艦長と兼務）：1945年7月[20] -